# Rotespökuggla
Rotespökuggla (Ninox rotiensis) är en nyligen urskiljd fågelart i familjen ugglor inom ordningen ugglefåglar.

## Utseende och läte
Rotespökugglan är en liten brun uggla med lysande gula ögon, fläckad undersida samt stort och runt huvud. Vingarna är bruna, ordentligt fläckade i vitt.
Fågeln är i stort sett identisk med andra arter i komplexet kring australisk spökuggla, men är den enda i sitt utbredningsområde. Från australisk spökuggla skiljer den sig genom mindre storlek, mörkare fjäderdräkt, mer fläckad ovansida och glesare tvärbandad stjärt. Jämfört med geografiskt närmaste timorspökugglan är bröstet mer streckat, stjärtbanden tydligare och huvudet mer rostfärgat. Alorspökugglan är större och mörkare, med svagare bröststreckning, glesare stjärtband och kraftigare bandning på handpennor, övergump och övre stjärttäckare. Nordlig spökuggla, som kan ses på Rote vintertid, saknar fläckar ovan och är genomgående mörkare.
Lätet är ett mycket torrt och raspigt "grukgruk", ofta avgivet i serier och i duett.

## Utbredning och systematik
Rotespökugglan återfinns endast på ön Rote i Indonesien, sydväst om Timor. Tidigare behandlades den som underart till australisk spökuggla (Ninox boobook, eller Ninox novaeseelandiae när den senare inkluderar den förra). Sedan 2019 urskiljs den dock som egen art efter studier från 2017 som visar på stora genetiska och lätemässiga skillnader.

## Status
Rotespökugglan är begränsad till en enda ö, där utbredningsområdet är litet och förmodligen även populationen. Det saknas kunskap hur den långsamma avskogningen av ön påverkar beståndet, men arten tros minska i antal. Internationella naturvårdsunionen IUCN kategoriserar den därför som nära hotad. Beståndet uppskattas till mellan 500 och 5000 vuxna individer.